# 남원 전투
남원 전투(南原戰鬪) 또는 남원성 전투(南原城戰鬪)는 1597년(선조 30년) 정유재란 당시 일본군이 전라도 남원성을 공격해 조명연합군과 벌인 전투로, 조명연합군뿐만 아니라 각지의 의병장들과 군민들까지 합세해 전투를 치렀으나 결국 패배해 모두 살해당하고 지휘관 이복남은 자결하였다.  남원에 함락은 훗날 황석산성에 비극으로 이어진다. 그 뿐만 아니라 전주성까지 함락되는 비극이 이어진다.
남원성이 일본군에게 점령당하자 이복남, 임현, 정기원, 신호 등은 성문으로 잠입하여 성을 점령한 5만 8천명의 일본군과 교전하였으나 중과부적으로 패하고 전사하였다. 이때 이때 명나라의 부총병 양원 등은 성을 탈출하였다.

## 배경

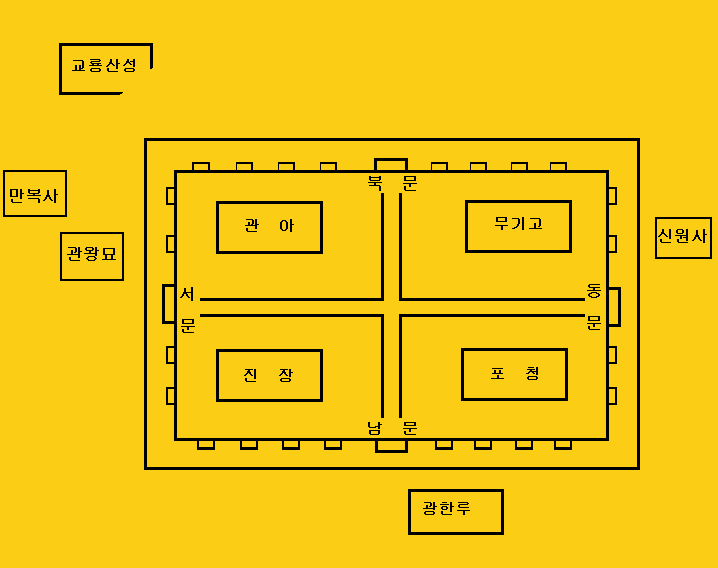
남원성 내부 간략도

당시 왜군은 정유재란을 일으켜 다시 조선으로 쳐들어와 1597년 8월 28일(음력 7월 16일) 칠천량 해전에서 원균이 이끄는 조선 수군을 격파하고 육군도 9월 17일(음력 8월 7일) 구례(求禮)를 함락시키고 전북 남원성(南原城)으로 총진격했다.
일본 육군 1군 고니시 유키나가(小西行長)와 사위 소 요시토시(宗義智), 왜 육군 4군 시마즈 요시히로(島津義弘), 우키타 히데이에(宇喜多秀家), 왜 육군 3군 구로다 나가마사(黑田長政) 등이 구례에서 합류하여 일부는 수군 대장 와키자카 야스하루(脇坂安治), 가토 요시아키(加藤嘉明) 등과 연락하기 위해 남원 동북과 서남으로 진격했다.
한편 조선과 명나라는 남원성에 명나라 총병 양원(楊元)이 이끄는 3,000명의 군대가 들어오고 전라병사 이복남과 남원부사 임현 등이 함께 지키고 있었는데 광양현감 이춘원, 조방장 김경로 등이 후원하러 오고 명나라 유격장 진우충과 전라부윤 박경신은 2,000명의 군사를 이끌고 전주성에 주둔했다.
뒤이어 명나라 장수 모국기(茅國器)는 성주(星州), 오유충은 충주(忠州), 조선군은 장수 제찰사 이원익, 도원수 권율의 지휘 아래 이덕형(李德馨), 김수(金睟) 등이 흥복군을 조직해 8도에서 모병하고 명군의 계획에 따라 분파했다. 경상좌수사 성윤문(成允文), 방어사 권응수는 경주(慶州)에 주둔해 조령을 막기로 했다.

## 전투 과정

### 성 외곽 전투(음력 8월 12일~8월 13일)
1597년 9월 22일(음력 8월 12일) 왜군은 남원 교외에 진영을 설치하고 정찰대를 파견해 남원성의 방어태세를 확인했다. 9월 23일(음력 8월 13일) 왜군이 성 외곽을 포위하고 소수 병력을 동원해 조총 사격을 가했다. 이에 조명 연합군은 승자총통과 비격진천뢰 등을 발사해 이를 격퇴했다. 양호는 성 주위에 마름쇠를 대량 설치하고 4대문 밖의 석교를 제거하여 왜군의 접근을 어렵게 했다.

### 본격적인 전투 준비(음력 8월 14일)
9월 24일(음력 8월 14일)부터 왜군은 공성기구를 제작하고 참호를 메꾸는 등 본격적인 전투 준비를 시작했다. 일본군의 총공세가 임박해지자 명나라 총병 양원(楊元)은 전주성의 진우충에게 두 차례나 구원을 요청했으나 진우충은 전주성 방어를 핑계로 구원군을 보내지 않았다. 명나라 총병 양원(楊元)은 외부로부터의 지원을 받지 못한 채 왜군에게 포위되었다.

### 왜군의 총공세와 남원성 함락(음력 8월 16일)
9월 26일(음력 8월 16일) 왜군은 본격적으로 대공세를 펼쳐왔다. 남원성 동남쪽에는 높은 누각을 만들고 그 위에서 조총 사격을 가해 방어군의 주의를 집중시키는 사이, 또 다른 일대에서는 성 밖의 해자를 매꾸고 사다리를 타고 올라왔다. 조명 연합군은 필사적인 저항을 하였으나 밤에 왜군은 명나라군이 지키고 있던 서문과 남문을 돌파하여 성 안으로 들어오고 이어 동문을 점령하고 북문을 지키고 있던 조선군을 포위했다. 결국 북문을 지키던 병사 이복남과 방어사 오응정, 조방장 김경로 등이 화약고에 불을 질러 자폭하여 자결했고 명나라군 역시 동문을 지키던 중군 이신방, 남문의 천총 장표, 서문의 천총 생승선 등이 전사했다. 명나라 총병 양원(楊元)만이 50기의 부하만 데리고 탈출했고, 접반사 정기원은 남원성 전투에서 순절하였다. 그리고 조명 연합군 4,000명과 7,000명의 남원성의 군민들이 모두 전사하거나 왜군에게 살해당했다.

### 전주성 전투와 전주성함락(음력 8월 19일)
9월 29일(음력 8월 19일) 남원성을 함락시킨 왜군은 전주성으로 진격했고 전주성을 지키던 명나라 유격장 진우충과 전주부윤 박경신은 왜군이 몰려오자 싸웠지만 결국 왜군은 전주성을 함락한다

## 결과 및 영향
남원과 전주를 함락시킨 일본 육군은 전라도를 점령하고 충청도 직산까지 진격했다. 후에 충청도 직산에서 명나라군과 대치하여 몇 차례 전투를 벌였으나 이순신이 지휘하는 조선 수군이 명량 해전에서 대승을 거두자 보급로가 막힐것을 우려한 일본 육군은 충청도 직산을 끝으로 더 이상 진격하지 못했다.
남원에서의 전투는 1593년에 벌어진 제2차 진주성 전투와 맞먹을 만큼 군, 관, 민이 함께 싸우다 희생한 전투로 사후에 이곳에 죽었던 장수들을 기리는 충렬사에 배향했고 시체들을 모아 만인의총도 세웠다. 만인의총은 여러 번의 이장 끝에 1981년 4월 1일 다시 사적 제272호로 지정되었다. 또 전투 후에도 석주관에서 계속 항전을 벌이다 전사한 구례에는 석주관칠의사묘가 세워졌다.

### 남원 전투의 의미
남원 전투에서 조선군대가 참패하면서 전라도 지역은 일본군에게 무방비 상태로 노출됐다. 곡창 지역인 전라도를 뺏기면서 조선측의 식량 문제가 생겼고 반면 일본군의 식량 문제가 해소됐다. 이로 인해 수도 없이 많은 남부 백성들이 유린당하고 짓밟혔다.

## 인구 손실
- 조선 - 12,000명
- 명나라 - 3,000명
- 일본  -   불명

## 같이 보기
- 남원읍성
- 석주관
- 석주관 전투
- 남원 충렬사
- 석주관칠의사묘
- 오응정